# Indra Putra Mahayuddin
Indra Putra bin Mahayuddin (Ipoh, 2 settembre 1981) è un calciatore malese, attaccante del Kelantan.

## Carriera

### Club
Comincia a giocare al Perak. Nel 2004 passa al Pahang. Nel 2007 si trasferisce al Selangor. Nel 2009 viene acquistato dal Kelantan. Nel 2011 passa al PBDKT T-Team. Nel 2012 torna al Kelantan. Nel 2014 si trasferisce al FELDA United. Nel 2016 torna al Kelantan.

### Nazionale
Ha debuttato in Nazionale nel 2002. Ha partecipato, con la Nazionale, alla Coppa d'Asia 2007. Ha collezionato in totale, con la maglia della Nazionale, 56 presenze e 19 reti.